# Katrin Fey
Katrin Fey (* 7. Dezember 1967 in Remagen) ist eine deutsche Politikerin (Die Linke). Seit 2025 ist sie Mitglied des Deutschen Bundestages.

## Werdegang
Sie ist seit 2017 Mitglied und im Kreisvorstand der Partei Die Linke und seit 2020 im Siegen-Wittgensteiner Kreistag. Seit 2024 ist sie Kreissprecherin ihrer Partei. Für die Bundestagswahl 2025 wurde sie im Dezember 2024 einstimmig von den Parteimitgliedern ihres Kreisverbandes zur Direktkandidatin der Linken für den Bundestagswahlkreis Siegen-Wittgenstein gewählt und von ihrem Landesverband auf Platz 9 der NRW-Landesliste nominiert. Bei der Wahl erreichte sie in ihrem Wahlkreis 6,4 Prozent der Erststimmen und unterlag dem CDU-Politiker Benedikt Büdenbender, gewann jedoch über die Landesliste ihrer Partei ein Mandat für den 21. Deutschen Bundestag. Dort ist sie ordentliches Mitglied und Obfrau im Ausschuss für Menschenrechte und humanitäre Hilfe und ordentliches Mitglied im Innenausschuss. Für ihre Fraktion ist sie Sprecherin für Bürgerrechte und Sprecherin für Menschenrechte.

## Politische Positionen
Fey befürwortet kostenfreie Frauenhäuser. Auch setzt sie sich in der Stadt Hilchenbach mit antifaschistischen Aktionen gegen die dort ansässige Kleinstpartei III. Weg ein.

### Soziales
Fey spricht sich für eine Vermögensteuer, kostenfreien Öffentlichen Personennahverkehr, kostenfreie Bildung sowie Investitionen in sozialen und barrierefreien Wohnraum, einen Mietenstopp über einen Zeitraum von sechs Jahren und einen Mindestlohn von 15 Euro aus.

### Positionierung zum Krieg in der Ukraine und Kriege allgemein
In Bezug auf den Krieg in der Ukraine spricht sie sich für mehr Verhandlungen und Sicherheitsabkommen aus. Sie fordert dazu auf, das Blockdenken zu überwinden, da die USA kein verlässlicher Partner seien. Europa solle eine Friedensmacht werden.

### Integration, Asyl
Fey engagiert sich im Bündnis Recht zu bleiben.

## Mitgliedschaften in Vereinen und Organisationen
Fey ist Mitglied bei ver.di, in der VVN-BdA – Vereinigung der Verfolgten des Naziregimes – Bund der Antifaschistinnen und Antifaschisten, Sea-Eye, Bündnis „Recht zu bleiben“, Frauenbündnis „Alles außer rechts“ Hilchenbach, Hilchenbacher Geschichtsverein und der Bunte Hammerhütte e.V.